# Gilbert Elliot-Murray-Kynynmound (2e comte de Minto)
Pour les articles homonymes, voir Gilbert Elliot-Murray-Kynynmound.
Gilbert Elliot-Murray-Kynynmound (16 novembre 1782 - 31 juillet 1859) est un diplomate britannique et un homme politique whig.

## Biographie
Il est le fils aîné de Gilbert Elliot-Murray-Kynynmound, 1er comte de Minto, et d'Anna Maria, fille de Sir George Amyand, 1er baronnet . Il fait ses études au Collège d'Eton et au St John's College, à Cambridge .
Il est élu au Parlement pour Ashburton en 1806, poste qu'il occupe jusqu'en 1807, puis représente le Roxburghshire entre 1812 et 1814. Il a une vision sombre du prince régent et de son gouvernement. En 1814, il succède à son père dans le comté et occupe son siège à la Chambre des lords. Il est admis au Conseil privé en 1832 .
De 1832 à 1834, il est ministre de Prusse. En 1835, il est nommé premier Lord de l'amirauté sous lord Melbourne, poste qu'il occupe jusqu'en 1841, avant de devenir Lord du sceau privé sous Lord John Russell de 1846 à 1852. Dans sa jeunesse, Elliot s'est rendu en Corse où son père est vice-roi et il développe une affection durable pour l'Italie. Il est envoyé spécial en Suisse, en Sardaigne, en Toscane, à Rome et en Sicile en 1847-1848 . Son influence au sein du parti whig est en partie due au fait que sa fille, Lady Frances, est l'épouse de Lord John Russell .

## Famille
Lord Minto épouse Mary, fille de Patrick Brydone, en 1806. Ils ont cinq fils et cinq filles. Leur deuxième fils Henry Elliot est diplomate et leur troisième fils, Charles Elliot (amiral) (en), est un amiral de la flotte. Lady Minto est décédée en juillet 1853. Lord Minto lui survit six ans et meurt en juillet 1859, à l'âge de 75 ans. Son fils aîné, William Elliot-Murray-Kynynmound (3e comte de Minto), lui succède au comté . Lady Charlotte (décédée en 1899), l'aînée des filles de Lord Minto, épouse le député conservateur Melville Portal (en) .